# Всесвітній універмаг
«Всесвітній універмаг» (англ. The World a Department Store) — утопічний роман американського підприємця Бредфорда Пека. У романі висловлюються сподівання на розвиток людського суспільства через піднесення культури споживання. Інший варіант перекладу «Світ як універмаг». Підзаголовок твору: «Оповідь про життя при кооперації».

## Автор
Бредфорд Пек (1853—1935), президент компанії, яка володіла найбільшим універмагом в усій Новій Англії (США), у 1900 році надрукував свій роман. На його створення вплинув соціально-утопічний роман «Погляд назад» (1888 рік) Едварда Белламі. Передмову до роману Б. Пека написав пастор Черстер Люнд.
Намагаючись реалізувати ідеї свого твору, Пек у 1899 році заснував Кооперативну асоціацію Америки. Вона згодом стала власником магазинів та ресторану. Сам Пек передав у власність Асоціації свої магазини. Гроші від продажу роману також ішли до бюджету Асоціації. Втім, уже в 1910-х роках кооперативний рух на чолі з Пек зазнав невдачі. Проте останній боровся за його відродження до самої смерті.

## Сюжет
Головним героєм є Персі Брантфорд — дрібний підприємець, що торгував галантерейними товарами. Він упав у глибокий сон на Святвечір 1899 року і прокинувся лише 1925 року. Брантфорд виявляє, що в результаті промислових криз кінця XIX ст. дрібні фірми були проковтнуті величезними, що знаходяться в одноосібному володінні трестами і комбінатами і виник новий світ, основою якого став успішний соціальний експеримент, розпочатий в одному з куточків штату Мен.
Виявляється, в 1901 році там була створена Кооперативна асоціація Америки. Цей трест, на відміну від всіх інших трестів, що знаходяться у власності приватних власників, був гідний свого імені: то була система довірчого управління, заснована на довірі, і ця система забезпечувала життя та свободу всім своїм членам. Трест був заснований на принципах вчення Ісуса Христа. І його завданням було перевлаштувати міста, провінційні містечка і села, так щоб ХХ століття поклало початок життя при кооперативній системі, завдяки чому можна буде реалізувати християнські цінності на практиці.
Брантфорду пояснюють, що вся діяльність Асоціації заснована на кооперативному принципі, згідно з яким праця може бути оптимізована, якщо своєчасно перекидати робочі руки з секторів економіки, які переживають занепад, туди, де в поточний момент потрібна додаткова підтримка. Принцип цей наполегливо і неухильно впроваджувався у життя протягом 20 років. В результаті утворилися чудово організовані міста, з широкими вулицями, які сплановані так само раціонально, як проходи і відділи в універмазі. Провідник, що водить Брантфорда громадськими будівлями міста, пояснює, що сьогоднішній світ зобов'язаний своїм існуванням тій самій системі, яка колись використовувалася в універмагах, — саме вона лежить в основі нашої нинішньої, настільки продумано організованого життя. У ХІХ ст. позбавлені уяви люди могли бачити в великих універмагах ворожу їм силу, а насправді ці універмаги виявилися сходинкою до Великого всесвітнього універмагу, до Кооперативної асоціації Америки. Реклама, розміщена на четвертій сторінці обкладинки книги, закликала читача вносити пожертвування на Асоціацію.

## Стиль і мова
Роман написано чіткою мовою, з численними виразними висловами. Водночас твір Б. Пека не має значних літературних якостей, не впроваджено нових термінів чи неологізмів. Водночас відсутнє графоманство, мова героїв чітка та зрозуміла читачеві.